# Severn Lake
Severn Lake är en sjö i Kanada.   Den ligger i Kenora District och provinsen Ontario, i den östra delen av landet, 1 400 km nordväst om huvudstaden Ottawa. Severn Lake ligger 219 meter över havet. Arean är 90 kvadratkilometer. Den sträcker sig 26,1 kilometer i nord-sydlig riktning, och 12,9 kilometer i öst-västlig riktning.
Trakten runt Severn Lake är nära nog obefolkad, med mindre än två invånare per kvadratkilometer.